# Mohamed Kedir
Mohamed Kedir (ur. 18 września 1954) – etiopski lekkoatleta specjalizujący się w biegach długodystansowych i przełajowych, brązowy medalista olimpijski z Moskwy (1980), mistrz świata w biegu przełajowym z Rzymu (1982).

## Sukcesy sportowe
| Rok  | Miasto          | Zawody                                    | Konkurencja                      | Wynik                     |
| ---- | --------------- | ----------------------------------------- | -------------------------------- | ------------------------- |
| 1978 | Algier          | igrzyska afrykańskie                      | bieg na 10 000 m                 | brązowy medal             |
| 1980 | Moskwa          | letnie igrzyska olimpijskie               | bieg na 10 000 m                 | brązowy medal             |
| 1981 | Madryt          | mistrzostwa świata w biegach przełajowych | bieg indywidualny bieg drużynowy | srebrny medal złoty medal |
| 1982 | Rzym            | mistrzostwa świata w biegach przełajowych | bieg indywidualny bieg drużynowy | złoty medal               |
| 1983 | Gateshead       | mistrzostwa świata w biegach przełajowych | bieg drużynowy                   | złoty medal               |
| 1983 | Helsinki        | mistrzostwa świata                        | bieg na 10 000 m                 | 9. miejsce                |
| 1984 | East Rutherford | mistrzostwa świata w biegach przełajowych | bieg drużynowy                   | złoty medal               |
| 1986 | Colombier       | mistrzostwa świata w biegach przełajowych | bieg drużynowy                   | srebrny medal             |

## Rekordy życiowe
- bieg na 5000 metrów – 13:17,5 – Bratysława 07/07/1980
- bieg na 10 000 metrów – 27:39,44 – Rzym 04/09/1981